# Dmitri Wassiljewitsch Wolkow
Dmitri Wassiljewitsch Wolkow  (russisch Дмитрий Васильевич Волков, ukrainisch Дмитро Васильович Волков Dmytro Wassyljowytsch Wolkow; englische Transkription Dmitrij Vasilievich Volkov; * 3. Juli 1925 in Leningrad; † 5. Januar 1996 in Charkiw) war ein sowjetisch-ukrainischer theoretischer Physiker, der einer der Begründer der Supersymmetrie und Supergravitation ist.

## Leben und Werk
Wolkow wurde 1943 bis 1946 als Soldat eingezogen und diente an der Karelischen Front und im Fernen Osten, wo er schwer verwundet wurde. Ab 1947 studierte er an der Staatlichen Universität Leningrad, wo er unter anderem bei Wladimir Fock und Wladimir Iwanowitsch Smirnow studierte, und ab 1951 an der Universität Charkiw, wo er unter anderem bei Alexander Achijeser studierte (und über Quantenelektrodynamik arbeitete), 1952 sein Diplom machte und 1956 promoviert wurde. Danach war er am Institut für Physik und Technologie in Charkiw. 1967 habilitierte er sich (sowjetischer Doktortitel). Wolkow war mehrfach für längere Zeit am CERN, zuerst 1962 mit einer sowjetischen Delegation, der auch Isaak Jakowlewitsch Pomerantschuk angehörte. Mit Pomerantschuk hatte er in der Sowjetunion regelmäßig intensiven wissenschaftlichen Kontakt bei Besuchen in Moskau, arbeitete aber ansonsten in Charkiw später lange Zeit ziemlich isoliert.
1959 führte er Parastatistiken als Verallgemeinerung der Fermionen- und Bosonenstatistik ein. In den 1960er Jahren befasste er sich mit Regge-Pol-Theorie (Regge Pole Conspiracy mit Gribow) und auch Ende der 1960er Jahre mit der frühen Stringtheorie (Duales Modell). Er wandte gruppentheoretische Methoden in der Elementarteilchenphysik (Hadronenresonanzen) und Festkörperphysik (Spinwellen) an.
Die Idee zur Supersymmetrie kam ihm, der nach eigenen Aussagen schon früh an Symmetriegruppen in der Physik interessiert war, einerseits aus dem Vergleich mit SU (3) Multipletts, die Teilchen mit halb- und ganzzahligem Isospin enthielten (ähnlich wie Supersymmetrie-Multipletts mit Teilchen halb- und ganzzahligen Spins), andererseits aus der Lektüre des Buches von Werner Heisenberg über dessen Einheitliche Feldtheorie, in der die Idee von Fermionen (Neutrinos) als Goldstone-Teilchen vorkam. 1972 entwickelte er, wie gleichzeitig in Russland Juri Abramowitsch Golfand und Jewgeni Lichtman (Likhtman), die Supersymmetrie mit seinem Doktoranden Wladimir Akulow und 1973 die lokale Form der Supersymmetrie mit Wjatscheslaw Soroka  in Form der Supergravitation, wobei er den Superpartner des Gravitons, das Gravitino mit Spin 3/2 erstmals einführte. Die Idee der Supergravitation wurde im Westen erst 1976 aufgegriffen.
1988 wurde er Mitglied der Ukrainischen Akademie der Wissenschaften. Er starb 1996 in Charkiw.
Er war Geehrter Wissenschaftler der Ukraine und Träger des Orden des Roten Banners der Arbeit.